# Síndrome do sotaque estrangeiro
A síndrome do sotaque estrangeiro (foreign accent syndrome) é uma síndrome rara, em que os pacientes ficam afectados na sua fala de tal forma que quem a percepciona tem a ideia que fala sua língua nativa com sotaque estrangeiro, por exemplo, uma pessoa que nasceu no Brasil ou em Portugal fale com o sotaque de uma pessoa dos Estados Unidos. Especialistas acreditam que existam menos de 20 pessoas em todo o mundo sofrendo do mesmo problema. O primeiro caso registrado foi o de uma mulher atingida durante um bombardeio na Noruega, em 1941, que passou a falar norueguês com sotaque alemão.
No Brasil, o  músico Édson Oliveira, conhecido como Russo, sofre da síndrome.